# Prespa (region)

Karta över regionen Prespa.

Prespa är en region som delas mellan Grekland, Albanien och Nordmakedonien, den delar sitt namn med sjöarna Prespasjön och Prespa e Vogël som ligger mitt i området. Största stad är Resen i Nordmakedonien.